# Intersektionalitet

En intersektionell analys beaktar en samling faktorer som i kombination påverkar en individ, snarare än att beakta varje faktor isolerad för sig.

Intersektionalitet är ett analytiskt perspektiv som uppmärksammar och synliggör hur överordning och underordning av grupper skapas och upprätthålls i skärningspunkter för maktrelationer baserade på ras, kön och samhällsklass. Perspektivet bygger på idén att individer kan ha egenskaper som gör att de ingår i flera underordnade grupper och att detta i sig kan bidra till att förvärra det  förtryck som individen upplever. Intersektionalitet avser studier av diskriminering och förtryck i snittet eller skärningen (engelska intersection) mellan maktrelationer.  
Begreppet har sitt ursprung inom den antirasistiska och svarta feminismen i USA.

## Historia

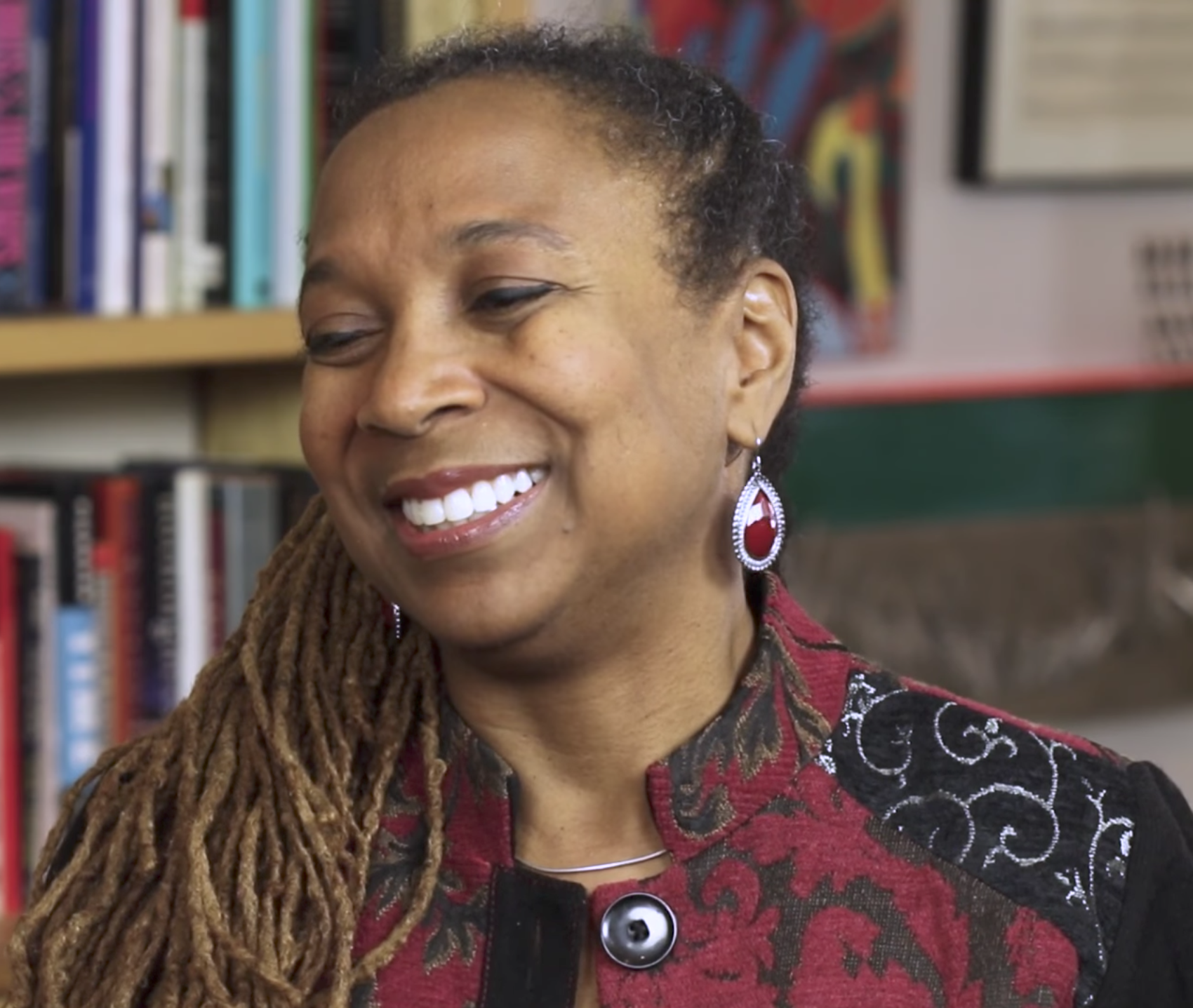
Kimberlé Crenshaw

Termen myntades i USA 1989 av advokaten och rättsfilosofen Kimberlé Crenshaw, aktiv inom svart feminism, förespråkare för medborgerliga rättigheter och forskare inom kritisk rasteori. Crenshaw ville med begreppet kritisera genusforskningens uppfattning om kvinnor som endast kvinnor. Hon menade att det fanns andra faktorer som spelar in i en diskriminering, såsom ras och etnicitet. Ursprungsidén bakom begreppet utvecklades dock av sociologen Beatrice Potter Webb år 1913.
Begreppet intersektionalitet användes först inom den antirasistiska feminismen i Nordamerika och har fått stor spridning såväl i den akademiska forskningen som i den politiska debatten om diskriminering även i Sverige där begreppet introducerades av postkolonialt inspirerade forskare såsom Paulina de los Reyes, Irene Molina och Diana Mulinari.

## Teori
Intersektionalitetsstudier är idag ett vanligt verktyg inom genusvetenskap och feministisk teoribildning, och är studiet av hur könsdiskriminering och bland annat etnisk diskriminering i vissa fall samverkar och förstärker varandra. Intersektionalitet är tanken att flera identiteter överlappar och skapar en helhet som skiljer sig från komponentidentiteter. Intersektionalitet är studiet av överlappande sociala identiteter och samverkande system av förtryck, dominans eller diskriminering.
Intersektionalitet kan fungera som hjälpmedel eller begrepp, som inte strävar efter att rangordna identitetskonstruktioner utan efter att synliggöra hur olika maktordningar är sammanflätade på olika nivåer, såsom det politiska, det representationella eller det strukturella. Ett intersektionellt perspektiv ställer frågor om hur makt och ojämlikhet vävs in i uppfattningen om identitetskategorier som kön/genus, sexualitet, ålder, socialgrupp, funktionalitet och etnicitet. Genom att hävda att det finns flera maktordningar som är beroende av varandra öppnar ett intersektionellt perspektiv för att upplösa gränser mellan olika sociala kategorier för att rikta uppmärksamheten på hur de samverkar.
En intersektionell analys bygger på postmodern feministisk teori, queerteori, postkolonial teori och black feminism. Syftet är inte att enbart synliggöra hur avvikande, underordnade eller exkluderade identiteter (till exempel ”rasifierade”, ”homosexualitet” eller ”arbetarklass”) produceras i dessa skärningspunkter, utan även att uppmärksamma till exempel ”vithet”, ”heterosexualitet” eller ”överklass” som identitetskategorier.
Exempelvis ses kvinnor aldrig enbart som kvinnor eftersom könsmaktsordningen (likt etnicitet, sexualitet eller socialgrupp) som separat frågeställning ger en otillräcklig helhetsbild för att förklara hur ojämlikhet uppstår och hur makt utövas. Maktordningar kan inte rangordnas, ingen maktordning står över någon annan och det finns maktordningar inom varje maktordning. En viss typ av förtryck ses alltså inte som viktigare eller mer grundläggande än något annat förtryck. Flera aspekter, som kön, etnicitet, religion, ålder, socialgrupp och sexuell läggning spelar alla in i bestämmandet av en individs identitet och dess villkor.

## Kritik
Kritiker av intersektionalitet argumenterar ofta för att begreppet främjar ett polariserande perspektiv på sociala problem, där man betonar skillnader snarare än likheter mellan marginaliserade grupper och individer. De menar att detta avleder uppmärksamheten från övergripande samhällsproblem och riskerar att motverka snarare än främja effektiv lösningar på dessa problem. Vissa kritiker har jämfört intersektionalitet med identitetspolitik, som har mött liknande kritik.